# Caliagrion billinghursti
Caliagrion billinghursti – gatunek ważki z rodziny łątkowatych (Coenagrionidae); jedyny przedstawiciel rodzaju Caliagrion. Występuje we wschodniej i południowo-wschodniej Australii.